# Syncytialny wirus oddechowy

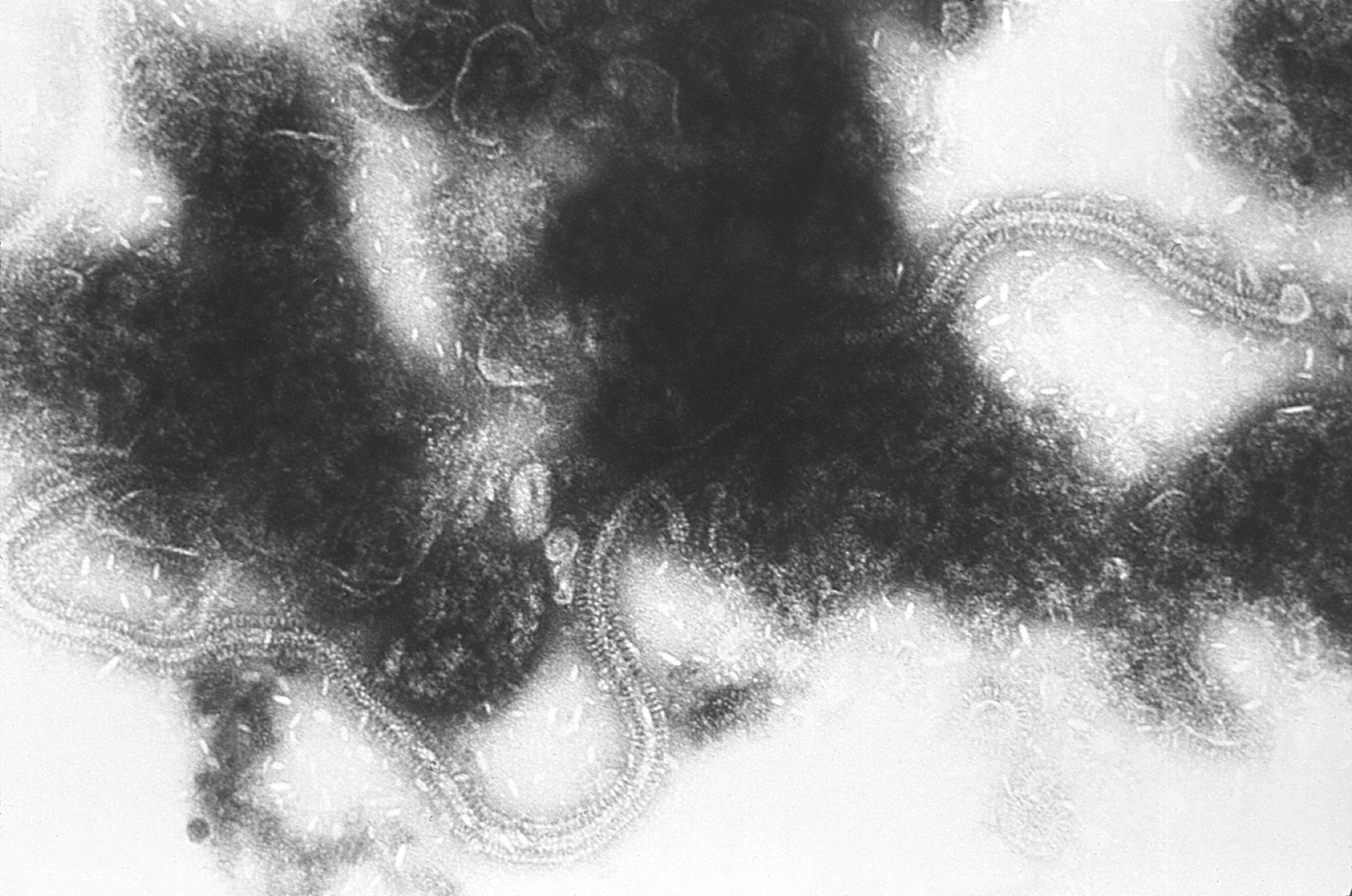
Syncytialny wirus oddechowy w transmisyjnym mikroskopie elektronowym

Syncytialny wirus oddechowy, RSV (od ang. respiratory syncytial virus) – wirus RNA o wielkości 150–300 nm, należący do rodziny Paramyxoviridae, rodzaju Pneumovirus.
Nazwa wirusa jest związana z faktem, że w trakcie replikacji wirusa dochodzi do łączenia się sąsiednich komórek w duże wielojądrzaste syncytia (zespólnie).
Obecnie rozróżnia się dwa typy antygenowe wirusa (A i B), w obrębie których istnieją bardzo liczne serotypy.
Wirus RSV jest głównym patogenem odpowiedzialnym za infekcje dróg oddechowych u większych dzieci oraz najczęstszą przyczyną chorób dolnych dróg oddechowych u niemowląt. W przypadku epidemii zapadalność wynosi ponad 50% (w zbiorowiskach dziecięcych typu żłobki dochodzi do 100%) i jest przyczyną 75% hospitalizacji dzieci z zapaleniem oskrzelików i 25% z zapaleniem płuc. U młodzieży i dorosłych choroba przebiega łagodnie, ponownie cechując się dużą chorobowością u osób starszych, zwłaszcza w przypadku przebywania w zbiorowościach, tak jak domy opieki i osób z zaburzeniami odporności.
Zakażenie szerzy się drogą kropelkową, za pomocą bezpośredniego kontaktu. Okres wylęgania choroby wynosi od 4 do 6 dni, natomiast okres wydalania wirusa około 14 dni.

## Objawy chorobowe
- niemowlęta i dzieci
  - choroba rozpoczyna się katarem, kaszlem, umiarkowaną gorączką; objawy te ustępują do 2 tygodni
  - w niektórych przypadkach (dzieci ze współistniejącymi chorobami, takimi jak wady serca, choroby lub wady oskrzeli np. mukowiscydoza, dysplazja oskrzelowo-płucna, wcześniaki, dzieci leczone immunosupresyjnie) dochodzi do ciężkiego zapalenia płuc, z dusznością, bezdechem i licznymi zmianami w tkance płucnej. W tej postaci śmiertelność wynosi 37%.
- dorośli
  - objawy infekcji górnych dróg oddechowych, takie jak katar, ból gardła, kaszel. Jedynie u osób starszych lub ze współistniejącymi zaburzeniami odporności może dojść do rozwoju zapalenia płuc.

## Leczenie
Stosuje się leczenie objawowe.  Obowiązuje nawodnienie chorego, odsysanie wydzieliny z dróg oddechowych, stosuje się leki rozszerzające oskrzela. Istnieją też doniesienia mówiące o korzystnym działaniu rybawiryny w inhalacjach. Podobne doniesienia dotyczą stosowania immunoglobulin zawierających duże miano przeciwciał przeciw RSV.